# Hur (album)
 For alternative betydninger, se Hur. (Se også artikler, som begynder med Hur)
HUR er debutalbummet fra den danske folkrockband Instinkt. Det blev udgivet den 19. september 2002.
Albummet fik fire ud af seks stjerner i musikmagasinet GAFFA. Rootsworld.com roste blandingen af traditionelle folkemelodier og rockelementer.
Ved Danish Music Awards Folk i 2003 vandt albummet prisen som "Årets danske folk-album" og Vivi di Bap vandt prisen som "Årets instrumentalist" for sine bidrag til albummet.

## Spor
1. "Nattens favn", Seeberg/Seeberg
2. "Ode til Dollerup Bakker", Vivi di Bap
3. "Lulus mood", Vangsgaard
4. "Gøglerspiren", Korshøj/Korshøj
5. "Lækkermåsen", Seeberg
6. "Vilde hvide", Korshøj/Trad.
7. "Chutney", Seeberg
8. "Dance", Vangsgaard, Beck
9. "Badutspringeren", Seeberg
10. "Philips polska", Korshøj
11. "Ben", Korshøj
12. "Disko hopsa", Korshøj/Korshøj
13. "Hvirvelvalsen", Seeberg
14. "Brombær", Beck/Vangsgaard

## Medvirkende
- Martin Seeberg - bratsch, fløjte, skalmeje, jødeharpe, vokal
- Louise Ring Vangsgaard - violin, vokal,
- Søren Korshøj - violin, guitar, vokal
- Vivi di Bap - trommer, percussion, vokal, cello
- Malene Daniels Beck - elbas, kontrabas, vokal